# Китай

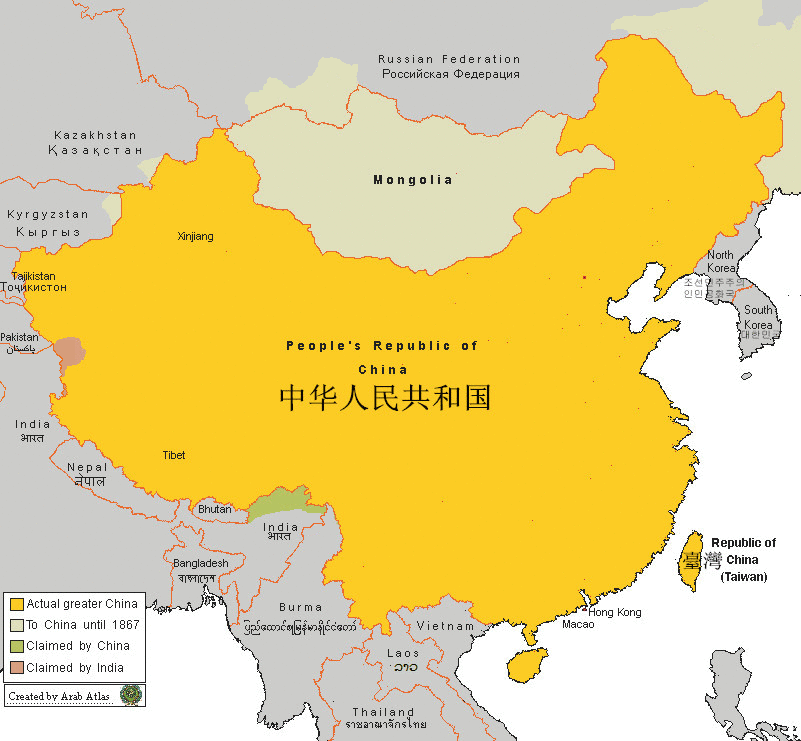
Великий Китай: континентальний Китай, Гонконг, Макао та Тайвань

Кита́й, або Хі́на (спрощ.: 中国; кит. трад.: 中國; піньїнь: [zhōngguó], [чжунго], «центральна країна») — культурний регіон і стародавня цивілізація Східної Азії. Китай належить до найбільш прадавніх цивілізацій, яка увібрала у себе велику кількість держав та культур упродовж 6 тисяч років. Громадянська війна у Китаї по закінченню Другої світової війни спричинила поділ цього регіону на дві держави, котрі продовжують вживати у своїй назві слово «Китай». Це — Китайська Народна Республіка (КНР), яка володіє материковим Китаєм, містами Гонконг та Макао, та Республіка Китай, яка контролює острів Тайвань та прилеглі до нього острови.
Китай має довгу і майже неперервну цивілізаційну історію та одну з найстаріших і найскладніших систем письма. До 19 століття він був однією з найпередовіших світових політій і основним культурним центром Східної Азії. Китайський вплив на сусідні держави залишається істотним до сьогодні. Китай — батьківщина багатьох технічних винаходів, які змінили долю людства. Серед них — папір, компас, порох, друкарство.

## Етимологія
У різних мовах Китай має різні назви. Тут подаються найбільш вживані з них.

### Центральна країна— «Чжунго»
«Чжунґо» (кит. трад. 中國, спр. 中国, піньїнь Zhōngguó) — самоназва Китаю. Перший ієрогліф «чжун» (кит.: 中) означає «центр» або «середину». Другий знак «го» (кит. трад. 國 або кит. спр. 国) тлумачиться як «країна» або «держава». Починаючи з 19 століття у західній і вітчизняній історіографії цю назву Китаю перекладають як «Серединна держава» чи «Серединна імперія». Однак такий переклад є не зовсім правильним, оскільки слово «чжунго» здавна позначало центр Піднебесної — державу китайського імператора, тобто власне Китай. Відповідно, точним перекладом є «Центральна країна» або «Центральна держава».
Термін «чжунго» не використовувався в історії Китаю постійно. Він мав різноманітний культурний і політичний підтекст в залежності від епохи.
У «період весен і осеней» (722—481 до н. е.) словом «чжунго» позначалися державні утворення, які виводили свою політичну генеалогію від династії Західна Чжоу (1122—771 до н. е.) у долині річки Хуанхе. Цим вони протиставляли себе державі Чу на річці Янцзи та державі Цінь на варварському Заході. Однак в часи правління династії Хань (206 до н. е.—220) держави-ізгої Чу та Цінь стали складовими китайської імперії, тому їх було автоматично включено до «чжунго». Таким чином склалося ширше поняття «Центральної країни».
Загалом до початку 1 тисячоліття н. е. значення слова «чжунго» еволюціонувало у бік розширення меж терміну. Як зазначає «Книга пісень», складена близько 1000 року до н. е., спочатку ним позначалась округа довкола столиці або імператорського маєтку. Згодом цим поняттям стали іменувати території, підпорядковані «центральній» владі. Як свідчать «Історичні записи» Сима Цяня: "Вісім гір відомі в імперії. Три з них у варварів Ман та Ї. П'ять — у «чжунго». Існувало також розуміння «чжунго» як земель Північної китайської рівнини. Так, «Хроніки трьох королівств» (3 століття) протиставляють ці території, називаючи їх «центральними», краям у долині річки Янцзи — Ву та Юе. У цьому значенні «чжунго» асоціюється з етнічними китайськими (хуа 华 або 華, ся 夏) землями.
Зміни у значенні терміна відбулися з початком вторгнень північних кочових племен у Китай, які захопили «колиску» китайської цивілізації і створили у рівнині річки Хуанхе власні держави. Нові, етнічно некитайські династії Півночі Китаю почали називати свої володіння «чжунго», а ворожі південні уряди етнічних китайців Південного Китаю — «варварами». Відповідно, у середині 1 тисячоліття мала місце трансформація терміну «чжунго», що перейшов з площини етнічної у політичну. Відтоді поняття «Центральна держава» стало асоціюватися більше з певною географічною і політико-цивілізаційною спільнотою, ніж етнічною групою.
Проте у середньовіччі «чжунго» не втратив остаточно свого етнічного підконтексту. У період правління династії Тан китайські землі півночі і півдня були об'єднані, що сприяло поширенню застосування назви «чжунго» на південні території. Подальші розколи Китаю у зв'язку з набігами північних кочовиків, закріпили назву «Центральної країни» за південно-китайськими землями саме завдяки тому, що вони були традиційним місцем екзилю етнічної китайської влади.
На початку XX століття термін «чжунго» був уперше застосований у назві держави Республіки Китай (中華民國, «Народна держава Чжунго»). З 1949 року Китайська Народна Республіка (中华人民共和国) також вписала у свою офіційну назву це слово.
Сучасна національність «китаєць» (中国人, чжунго-жень) також містить цей термін. Часте використання слово «чжунго» сприяє формуванню китаєцентричного світогляду мешканців Китаю, та поступовій «китаїзації» національних меншин КНР та Республіки Китай.

### «China» (Хіна)
Латинська назва Китаю «China», яка перекочувала до багатьох європейських мов, наймовірніше, походить від імені китайської династії Цінь (221—206 до н. е.). Найбільш ймовірно, китайські купці, які торгували на шовковому шляху і подорожували до Римської імперії, називали себе ціньцями. Цю назву «Цінь» римляни записували як «Cina», що згодом перетворилося на «China» (англійське — Чайна, німецьке і польське — Хіна).
Це слово використовувалося й в українській мові XVI — середини XX ст. у формах «Хін», «Хіни», «Хіна», «Хінська держава» (літопис Самійла Величка), «Хінська сторона» (праці Григорія Сковороди).

### «Китай» і «Катай»
Слово «Китай» походить від імені «Катай», яке, у свою чергу, виникло від назви не китайської, а протомонгольської групи кочових племен з Маньчжурії — киданів (китаїв; кит. 契丹, пін. qìdān «цідань»)). У 907 році вони захопили Північний Китай і заснували у ньому свою династію Ляо. Їхнє місце у XII—XIII століттях заступили інші кочовики — чжурчжені та монголи, однак етнонім їхніх попередників закріпився як топонім Північного Китаю. Завдяки європейським купцям, зокрема, Марко Поло, ця назва у формі «Катай» («Cathay») потрапила до середньовічної Західної Європи. На Заході «Катай» зрідка вживається як поетична назва «Китаю».
Терміном «Китай» може також позначатися:
- Китайська Народна Республіка (КНР) — держава, яка контролює материковий Китай, а також острови Гонконг та Макао;
- Республіка Китай — держава, яка володіє Тайванем та прилеглими островами;
- «Власне Китай» — історико-культурний регіон, який займає територію сучасної КНР без Маньчжурії, Внутрішньої Монголії, Тибету та Уйгурського автономного округу Сіньцзян. Тобто, «етнічний Китай»;
- «Великий Китай» — соціально-економічний регіон, який включає материковий Китай, Гонконг, Макао і Тайвань.

Слово «китайський» (староукраїнською: хінський) або «китаєць» означає приналежність до Китаю, як універсального утворення «чжунго» — «Центральної держави», а не етнічної групи. У цьому розумінні воно близьке до значень «СРСР-івський» або «американський». Проте не слід забувати, що в Китаї здавна існує панівна етнічна група хань (титульна нація, яка становить понад 90 % населення КНР і Республіки Китай), з якою переважно, як і з росіянами СРСР та англосаксами США, асоціюється населення країни. Ця етнічна група першопочатково мала назву китайці, і згодом екстраполювала її на підкорені етноси. Тому нерозбірливе у етнічному сенсі вживання назви «китайці» для вихідців з сучасних КНР або Республіки Китай лише сприяє асиміляційній політиці урядів цих країн стосовно етнічно «некитайських» народів.

### Серес (Σηρες)
Серес — є грецькою назвою Китаю, яку вживали греки і римляни стародавнього світу. Вона означає «шовковий» або «країна шовку». Найімовірніше походить від китайського «си» (絲, 丝 — шовк). Ця назва дала народження латинському слову «serica» — «шовк»

### «Sinae»
«Сіне» («Sinae») — інша назва Південного Китаю, яку використовували греки та римляни наряду з «Cina» («China»). У джерелах згадується «метрополіс Сіне», однак учені досі не можуть локалізувати його. «Сіне» була змінена на латинські префікси «Sino-» і «Sin-», якими стали позначати дотичні до Китаю предмети і явища. В українській мові ці префікси використовуються у словах «синологія», «синолог» та інших.

### Хіна і «Кіна»
Словом «Хіна» («Kina») позначають Китай у Центральній Європі, зокрема у Німеччині та Польщі, а слово «Кіна» застосовується переважно у Північній Європі, зокрема у Швеції. Вони походять від іншого прочитання «Cina» («China»).

## Історія

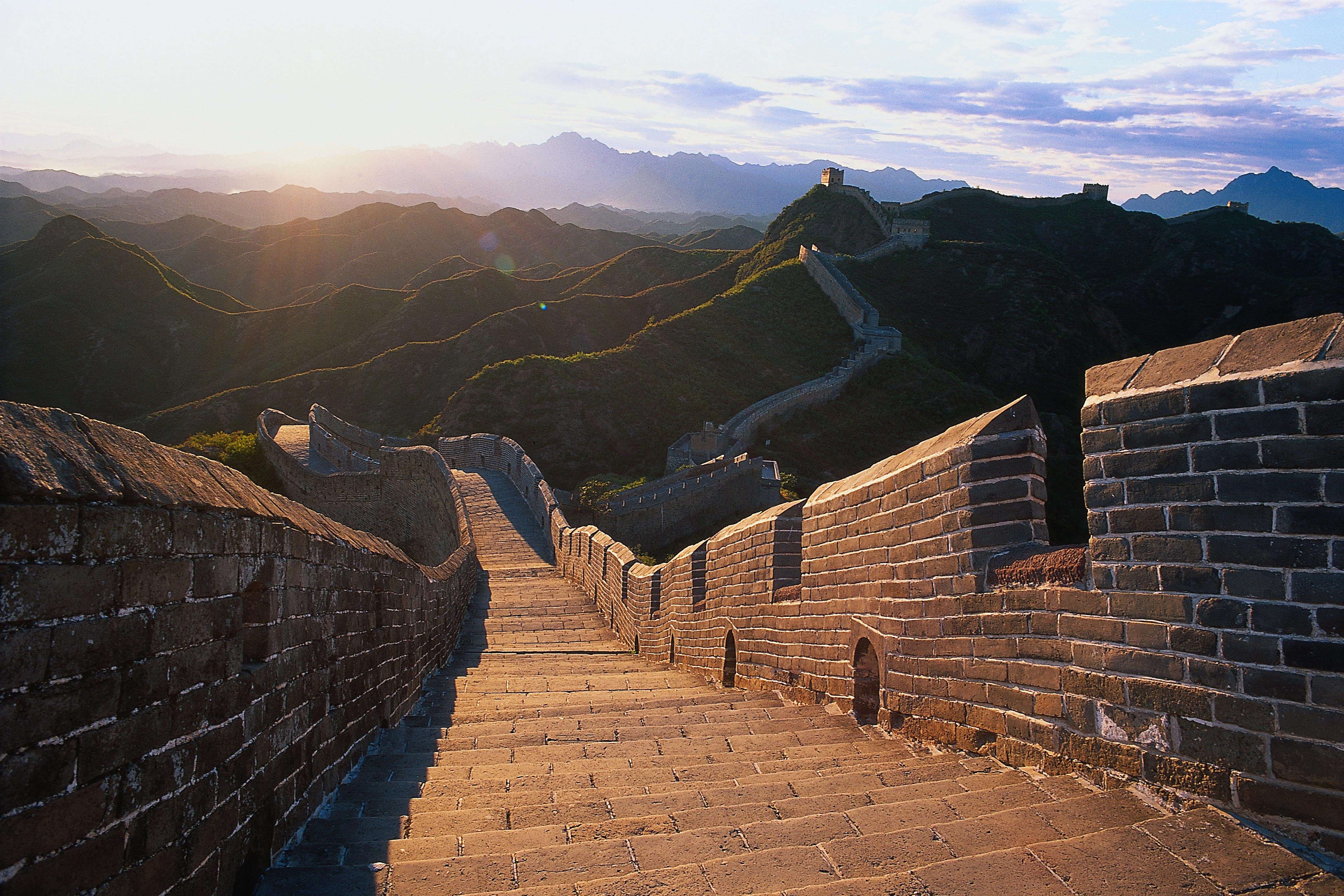
Великий китайський мур

Китай є однією з найстародавніших цивілізацій світу. Вона стоїть поряд із цивілізаціями шумерів Тигру і Євфрату, індійців Інду і єгиптян Нілу. Особливістю китайської цивілізації є те, що вона розвивалася ізольовано від інших цивілізаційних центрів. Її надбання, насамперед логографічна система письма, використовуються сьогодні у країнах Східної Азії
Китай має довгу і майже неперервну цивілізаційну історію та одну з найстаріших і найскладніших систем письма. До 19 століття він був однією з найпередовіших світових політій і основним культурним центром Східної Азії. Китайський вплив на сусідні держави залишається істотним по сьогодні. Китай — батьківщина багатьох технічних винаходів, які змінили долю людства. Серед них — папір, компас, порох і друкарство.
Китай має величезний економічний потенціал. Темпи приросту промислової і сільськогосподарської продукції дуже високі.
Археологічні знахідки доводять, що прадавні люди виду Homo erectus заселили територію сучасного Китаю між 2,24 млн. — 250 тис. роками до н. е. У Печері Чжоукоудянь поблизу Пекіна були знайдені рештки так званого синантропа, які датують 550—300 тис. роками до н. е. Синантропи вміли виготовляти прості кам'яні знаряддя і видобувати вогонь.
Приблизно 100 тисяч років тому нові люди сучасного виду Homo sapiens заселили Китайську рівнину, витіснивши синантропів і їхніх нащадків.[джерело?] Найраніше остеологічне підтвердження існування сучасних людей на теренах Китаю датується 67,000 роком. Це людські рештки зі стоянки Люцзян.

### Династії

Історичні регіони Китаю.

Згідно з китайською офіційною історіографією першою династією Китаю була Ся. Доказом її існування є розкопки міських поселень та могил поблизу Ерлітоу в провінції Хенань. Однак більшість вчених світу вважають цю династію міфологічною, а не реальною.
Першою історично достовірною династією вважається династія Шан (інша назва Інь), яка контролювала території рівнини річки Хуанхе у Східному Китаї між 18 і 12 століттями до н. е. Її знищив один з західних васальних родів, який заснував династію Чжоу, яка правила з 12 по 5 століття до н. е. Центральна влада нової династії ослабла у зв'язку зі зростанням політичної і економічної потуги удільних володарів, які створили на середину 8 століття до н. е. ряд формально незалежних держав. З 5 по 2 століття до н. е. ці держави постійно воювали між собою, однак у 221 до н. е. були об'єднані Цінь Ши Хуан-ді у єдину імперію. Нова династія Цінь проіснувала декілька десятиліть, але саме вона сформувала Китай як імперське утворення.
Період панування династії Хань тривав з 206 до н. е. по 220 роки. Він відзначився початком формування китайців як єдиної етнічної спільноти. Після дезінтеграції Китаю у 3-6 століттях у зв'язку з нападами кочовиків з півночі, імперія була об'єднана династією Суі у 580 році. 7—14 століття, час панування династій Тан і Сун, вважаються «золотим віком» Китаю. Саме в цей період мали місце більшість наукових відкриттів та досягнень у культурі. У 1271 році монгольський керманич Хубілай хан проголосив нову династію Юань, володіння якої простягалися від Угорщини до Кореї. У 1368 році, у результаті антимонгольського повстання, постала нова етнічно-китайська династія Мін, яка керувала Китаєм до 1644 року. Останньою імператорською династією стала династія Цін, яку започаткували завойовники Китаю маньчжури. Її скинула революція у 1911 році.
Більшість китайських режимів були авторитарними і часто використовували жорстокі методи для забезпечення стабільності своєї влади і лояльності населення. Так у часи панування маньчжурської династії Цін, етнічних китайців-ханьців змушували носити довгу косу, як у маньчжурів, на знак вірності новій династії.
У 18 столітті технологічно потужний Китай проводив активну політику підкорення народів Центральної Азії, яких китайці споконвічно вважали «варварами». Однак у 19 столітті він сам став жертвою колоніальної політики Великої Британії.

### Республіканський Китай
1 січня 1912 року з падінням династії Цін виникла Республіка Китай (інша назва Китайська Республіка). Сунь Ятсен, лідер Національної Партії Гоміньдан, став першим президентом. Невдовзі його змістив з цієї посади колишній генерал цінських військ Юань Шикай, який проголосив себе новим імператором, однак його імперія померла разом з ним.
Після Юань Шикая Китай опинився де-факто роздрібненим на ряд провінційних урядів, хоча де-юре міжнародна спільнота визнавала центральною лише Пекінську владу. У 1920 році партія Гоміньдан під лідерством Чан Кайші змогла об'єднати країну. Столицю було перенесено до міста Нанкін. Оскільки націоналісти захопили владу і створили однопартійний уряд, у країні з'явилася потужна опозиція — комуністи. Тривала боротьба між урядовими військами та червоними партизанами ослаблювала Китай та гальмувала проведення демократичних реформ.
Китайсько-японська війна 1937–1945 років на деякий час об'єднала націоналістів і комуністів проти спільного ворога. Проте після капітуляції Японської імперії у 1945 році, державна скарбниця Республіки виявилася порожньою. Це стало причиною взаємних звинувачень Гоміньдану і Компартії Китаю, які призвели до громадянської війни. Перемога комуністів змусила уряд Республіки Китай перебратися на острів Тайвань, де він існує по сьогодні.

### «Два Китаї»
З перемогою у громадянській війні Комуністична партія Китаю проголосила себе правонаступницею Республіки Китай та 1 жовтня 1949 року заснувала нову державу — Китайську Народну Республіку (КНР). Воєнні дії між КНР і Тайванським урядом були припинені у 1950 році, але юридично обидві сторони досі залишаються у стані війни.
У 1970-х роках Тайванська Республіка Китай та материкова Китайська Народна Республіка ступили на шлях карколомних реформ. У випадку Тайваню це були демократичні перетворення спрямовані на створення багатопартійної системи та лібералізацію економіки. КНР пішла іншим шляхом — посилення диктатури Компартії, одержавлення господарства та реалізація нищівної «культурної революції».
У 1978 роках уряд КНР розпочав курс на лібералізацію економіки, однак залишив монополію влади у країні за комуністами. Виступи студентства у 1989 році на пекінській площі Тяньаньмень, яке вимагало політичних змін, були жорстоко придушені.
У 1997 році КНР повернула собі район Гонконг від Великої Британії та у 1999 році острів Макао від Португалії.

### Сучасність
Дві держави — Китайська Народна Республіка та Республіка Китай — наполягають на легітимності своєї влади і твердять, що саме вони є повноправними володарями «Китаю». КНР є комуністичною державою, в той час як Тайванська республіка — демократичною. Хоча у 1949 році міжнародна спільнота визнавала за Республікою Китай право на володіння материковим Китаєм, з 1970-х років більшість країн змінила зовнішньополітичну орієнтацію на КНР і перенесли свої представництва з Тайпею до Пекіна.
Хоча острівний уряд не відмовився від своїх вимог на Китай, Тибет, Внутрішню і Зовнішню Монголію, він все більше ідентифікує себе як «Тайванський» уряд. Політичні кола Тайваню перебувають у постійній діалектичній боротьбі щодо питання проголошення незалежності острова. КНР вважає Тайвань невід'ємною частиною своєї держави, а тому постійно намагається витиснути представників Тайваню з різних міжнародних організацій, посилюючи його ізоляцію.
Станом на 2010 рік 22 держави включно з Ватиканом продовжують визначати Республіку Китай офіційним Китаєм. На противагу цьому, більшість урядів світу розглядають КНР як законного володаря Китаю.

## Територія
Китай складається з власне етнічного Китаю (18 історичних провінцій Китайської імперії), Внутрішньої Монголії, Сіньцзяну, Маньчжурії і Тибет — території КНР і Тайваню — території Республіки Китай. Узбережжя континентальної частини Китаю на сході і півдні омивається водами Бохайського, Жовтого, Східно-Китайського і Південно-Китайського морів Тихого океану. У морях, що омивають Китай, розкидано 5 400 островів. Китай межує з Монголією, Росією, Казахстаном, Киргизстаном, Таджикистаном, Афганістаном, Індією, Непалом, М'янмою, В'єтнамом, Бутаном, Лаосом, Північною Кореєю, Пакистаном.

### Історичний поділ Китаю
Адміністративні одиниці вищого рівня у Китаї змінювалися залежно від правлячої династії чи уряду. До цих одиниць відносять насамперед краї та провінції. Серед одиниць нижчого рівня існували префектури, підпрефектури, департаменти, командирства, повіти та округи. До сучасних адміністративних одиниць входять міста рівня підпрефектури, міста рівня округу, містечка та міські громади.
Більшість китайських династій розташовували свої резиденцію у серцевині Китаю, його етнічно китайській частині — долині річки Хуанхе. Ці династії розширяли свої володіння за рахунок іноземних територій Внутрішньої Монголії, Маньчжурії, Сіньцзяну, Тибету, В'єтнаму і Кореї. Хоча остання маньчжурська династія Цін, спадкоємцями якої визначають себе КНР та Республіка Китай, включила до Китаю більшість вищезгаданих земель, сам Китай має визначені стародавні кордони — Великий китайський мур на півночі, Тибетське плато на заході та джунглі Індокитаю на півдні.
На північ від Великого китайського муру знаходяться Внутрішня Монголія та Маньчжурія, споконвічні місця проживання євразійських кочовиків, які нині освоєні етнічними китайцями. На Заході розташовані Сінцзянський та Тибетський автономний округи, у яких існували держави європеоїдних уйгурів та монголоїдних тибетців. Зараз там також пришвидшеними темпами провадиться асиміляція. Південь Китаю був батьківщиною багатьох народностей південно-азійського расового типу, нечисленність і роздрібненість яких практично ніколи не становила загрози для китайської влади.
До традиційного поділу Китаю відносять поділ на Північний і Південний Китай, межа між якими пролягає по річці Хуайхе та по горах Ціньлун.

### Географія і клімат

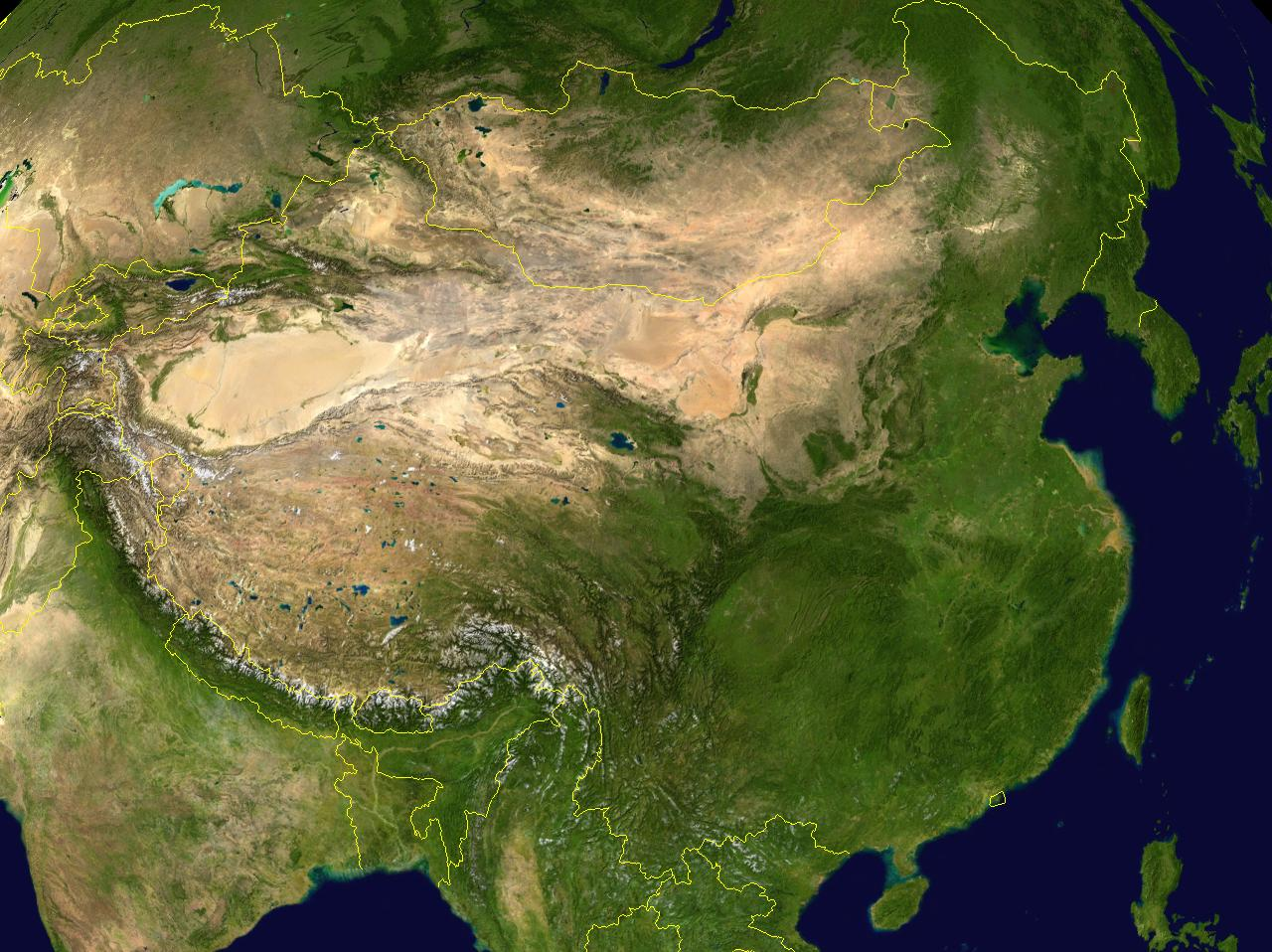
Супутниковий знімок Китаю

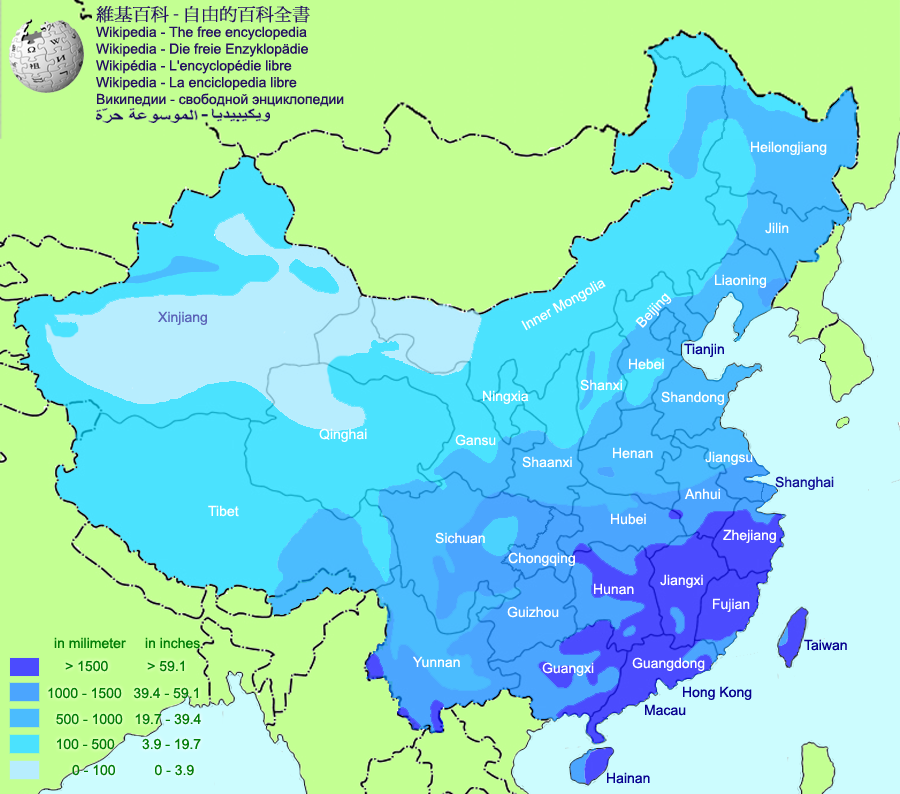
Метеорологічна карта Китаю

Китай має багато різноманітних ландшафтів. Гори і плато переважають на заході, а низини — на сході і південному сході. В результаті цього, основні річки течуть з заходу на схід, включаючи великі річки Хуанхе, Янцзи, Амур, а деякі — на південь (Річка Перлин, Меконг, Брахмапутра). Більшість річок Китаю впадають у Тихий океан.
На сході, вздовж узбережжя Жовтого і Східно-китайського морів знаходяться алювіальні рівнини, які щільно заселені. На півночі, на краю плато Внутрішньої Монголії можна побачити трав'янистий степ. Південь Китаю вкритий пагорбами і невеликими горами. У центрально-східній частині розташовані дельти Хуанхе та Янцзи. Більшість орних земель розташовані вздовж цих річок. Південна провінція Юннань є частиною так званого субрегіону «Великий Меконг», до якого входять М'янма, Лаос, Таїланд, Камбоджа і В'єтнам.
Західна частина Китаю має на півночі велику алювіальну рівнину, а на півдні вапнякове плоскогір'я, пересічене пагорбами середньої величини. Там само розташовані Гімалаї, з найвищою горою світу Еверестом. Північний захід вкритий пустелями такими як Такла-Макан і пустеля Гобі, які постійно розростаються. Впродовж тисячоліть гори провінції Юннань слугують природним кордоном, який відокремлює Китай від М'янми, Лаосу та В'єтнаму
Клімат Китаю різноманітний. Північна зона, яка включає Пекін, особлива дуже холодними зимами. Центральна зона, яка включає Шанхай, є помірною. Південна зона, яка включає Гуанчжоу, характерна субтропічним кліматом.
Через часті посухи та недосконале господарювання, часто трапляються пилові або піщані шторми на весні. Вітер розносить пил у східному напрямку, до Тайваню і Японії. Шторми інколи досягають Західного узбережжя США. Вода, ерозія ґрунтів та забруднення навколишнього середовища Китаю переростають із внутрішніх китайських проблем у міжнародні.

## Суспільство

### Демографія
Населення Китаю (КНР і Республіки Китай) становить понад 1,4 мільярди осіб[джерело?]. Це одна четверта частина усього населення Землі. Хоча у КНР існує більше 100 етносів, комуністичний уряд визнає лише 56. Найбільшою етнічною групою Китаю є ханьці (власне китайці) — 91,9 %. Вона неоднорідна і поділяється на ряд етнографічних груп, більшість з яких — це колишні самодостатні етноси, асимільовані китайцями-ханьцями.
Асиміляція є прадавнім методом правителів Китаю, що скерований на збільшення кількості лояльних режиму підданих. Багато некитайських етносів північних степів чи південних джунглів зникли у «плавильному котлі» китайської культури. Як правило початок імпорту китайських технічних і культурних ноу-хау етнічними групами, які стояли на нижчому науковому і соціальному рівні від китайців, знаменував початок зникання самобутньої культури цих груп, з подальшим абсорбуванням їхніх представників до ханської спільноти.
Хоча сьогоднішні терміни «китаєць» (中国人, чжунго-жень, «людина Центральної держави») або «китайська нація» (中華民族/中华民族 чжунхуа мінцзу, «народ Центральної держави») є політичними трансетнічним поняттями, вони мають етнічний підконтекст. Концепція «чжунго» — «Центральної держави» — була вигадана саме етнічними китайцями. Її пропагування серед некитайських спільнот у вигляді надетнічної категорії зменшувало опір китаїзації цих спільнот і, відповідно, пришвидшувало асиміляцію некитайських етносів.

### Мови
Більшість мов Китаю належать до сино-тибетської мовної сім'ї, якими розмовляють близько 29 етносів. Існує також декілька основних і малих діалектів власне китайської мови. Серед них найуживанішими є Мандаринський (ним розмовляють близько 70 % населення), У (шанхайський), Юе (кантонська мова), Мін, Сян, Ган та Хакка. До не-китайських мов відносяться мови чжуан (тайців), монголів, тибетців, уйгурів (тюрків), хмонг і корейців. Цими мовами розмовляють переважно етнічні меншини.
«Путунхуа» — мандаринський діалект, який прийнятий за літературну мову, — є офіційною мовою КНР і Республіки Китай. Вона походить від діалектів Пекіну, півночі і південного заходу Китаю. Мандаринський варіант китайської мови викладають у школах, використовують у засобах масової інформації, літературі, уряді. Не-китайські мови визнані офіційними у деяких автономних регіонах, де компактно проживають етнічні меншини. Однак сфера використання цих мов обмежується домівкою і початковою школою.
«Розмовна китайська» або «байхуа» є письмовим стандартом для мандаринського діалекту, який використовується офіційно з 20 століття. До цього стандартом писемної мови була класична китайська мова «веньянь», на зразок середньовічної латини. Ця мова є досі обов'язковою для вивчення у вищій школі.
Китайські мови основані на ієрогліфічній писемності, в той час як мови чжуан, тибетська, уйгурська та монгольська мають власні абетки.

### Релігія

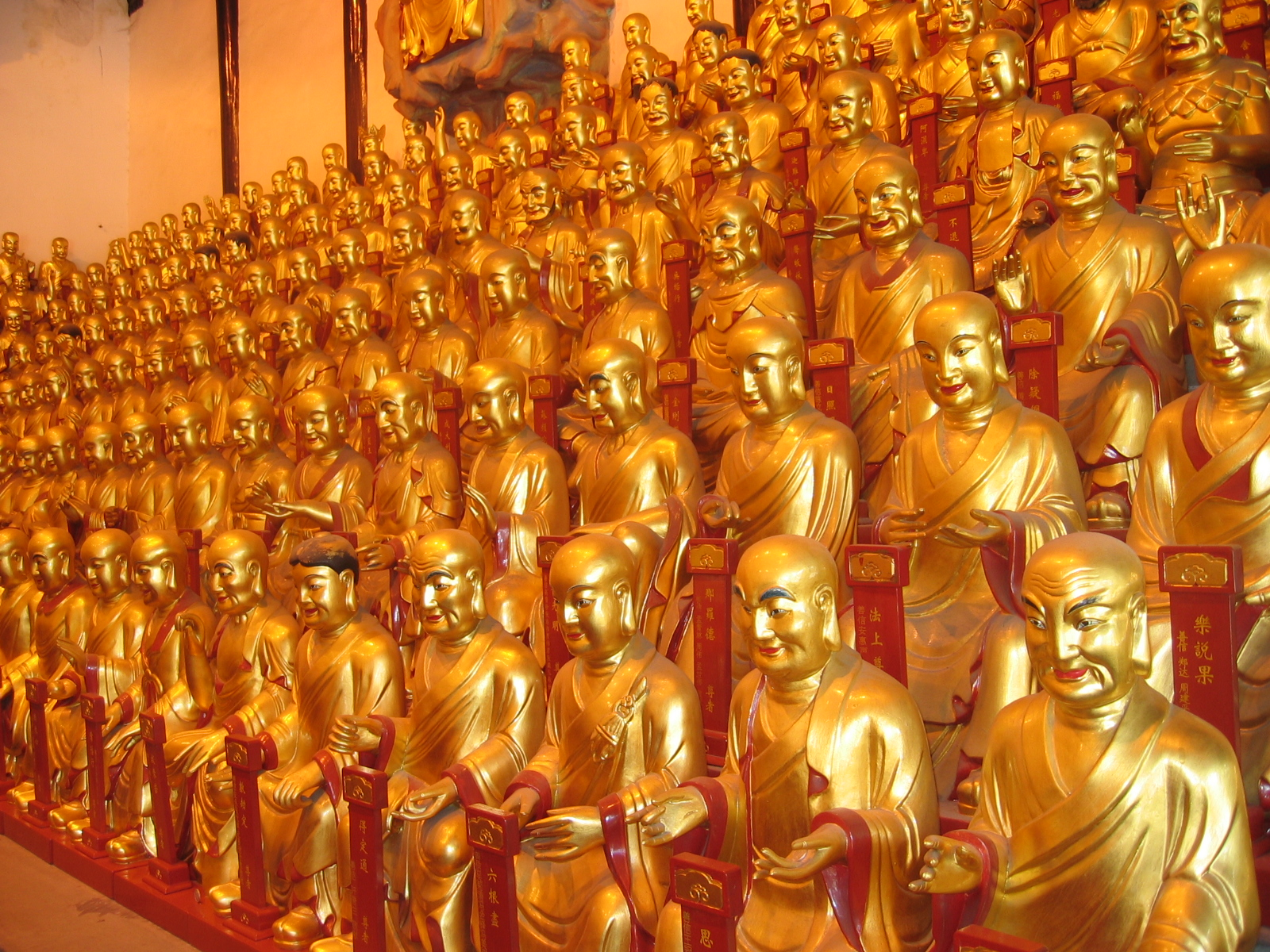
500 Будд у шанхайському храмі Лунхуа (епоха Троєцарства)

Завдяки «культурній революції» 59 % населення КНР (767 мільйонів чоловік) називають себе атеїстами. Однак для значної групи материкових китайців релігія відіграє дуже важливу роль, особливо буддизм, даосизм і конфуціанство. На відміну від КНР, більша частина населення Тайванського Китаю вважає релігію необхідною складовою власного життя. 93 % сповідують буддизм, даосизм і конфуціанство, 4,5 % — християнство різних течій, і 2,5 % — іслам, юдаїзм та інші вірування.
Головними віруваннями КНР є:
- Конфуціанство
- Даосизм
- Вшанування пращурів
- Буддизм — 200 млн.
- Іслам — 1 млн.
- Християнство — 15 млн протестантів, 5 млн католиків

Головними віруваннями Республіки Китай є:
- Буддизм
- Даосизм
- Конфуціанство

КНР є атеїстичною секулярною державою, однак у ній дозволяється дотримання релігійних практик, які визнані урядом. Тобто, існує можливість реалізувати, щоправда обмежено, право свободи совісті. Даосизм і буддизм, разом із моралістичним конфуціанським кодексом були основними релігійними вченнями Китаю впродовж 2 тисячоліть, тому навіть комуністичний уряд не може нехтувати цією традицією.
Республіка Китай не обмежує урядовими постановами жодні релігії чи віровчення. У ній не існує перешкод для реалізації права на свободу совісті.

### Культура

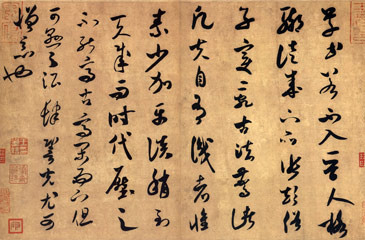
Каліграфія виконана Міфу (Династія Сун)

Конфуціанство слугувало офіційною філософією Китаю впродовж тривалого історичного часу. Відмінне знання китайських класичних текстів було умовою вступу до китайської бюрократії. Наголос на книжності та літературі ієрархізував складові китайської культури, в якій каліграфія вважалася вищим мистецтвом ніж живопис, графіка чи театр. Китайські традиційні цінності походили від різних ідеологем конфуціанства та інших консервативних вчень. Зокрема в управлінській та військовій практиці ефективно використовувалися положення легізму. Даосизм, а точніше його народна версія, поширив серед китайців культуру вигоди, що сприяла розвитку комерційних талантів. У сучасному Китаї багато неоконфуціанців протиставляють «права людини» Заходу традиційним китайським цінностям, як-от «шануванню сім'ї», «відданості державі» тощо.
Бурхливі події 19-20 століття змусили китайців замислитися над необхідністю демонтації чи збереження власної цивілізаційної моделі. Західники обіцяли Китаю «світле майбутнє» за умови тотальної вестернізації і ставили у приклад Японію. Політика насадження демократії у традиційному китайському суспільстві зазнала краху — частково через авторитарну «традицію» управління, а частково через внутрішні і зовнішні війни.
Китайське суспільство зберігало середньовічні традиції до початку в КНР так званої «культурної революції». Її метою було реформування китайського села, пропаганда нових комуністичних цінностей, творення нової передової китайської культури «необтяженої конфуціанськими догматами». У результаті «революції» багато культурних діячів було репресовано і більшість традицій ліквідовані як «регресивні практики» або «феодальні пережитки». Було проведено реформування ієрогліфічної писемності, що зробило недоступними для подальших поколінь тексти творів, які складалися їх попередниками. Однак з 1980-х років «культурну революцію» було припинено, а комуністичний уряд взяв курс на формування «патріотично налаштованої нації», розпочавши реставрацію знищених традицій.
На Тайвані подібних культурних реформ не проводили. Вшановуючи традиції письменства і чиновництва, левова частка бюджету Республіки Китай йшла на формування освічених фахівців у галузі культури.

#### Система письма
Китайська ієрогліфіка нараховує понад 50 тисяч знаків. Вона змінювалася і мала різні стилі написання. Перші знаки з'являються на кістках для ворожби 2 тисячоліття до н. е. Каліграфія, вміння гарно писати ієрогліфи, вважається у Китаї вершиною мистецтва. Більшість священних текстів буддизму, даосизму і конфуціанства написані від руки.
Друкарство розвинулося за правління династії Сун. Академії вчених, які займалися виданням і переписуванням класики, традиційно спонсорувалися державою. Члени імператорської родини нерідко брали участь у нарадах вчених.

#### Іспити
Однією з основних рис традиційної китайської культури були державні іспити. Вони сприяли вихованню освіченої еліти, оскільки кандидат (незалежно від соціального походження), який досконало знав класичні тексти, був спроможний отримати ранг чиновника. Останні мали високий соціально-економічний статус. Люди гуманітарних занять — письменники, філософи, вчені — були людьми «першого сорту» у Китаї. Держава їх усіляко підтримувала.

### Наука
Технологічні відкриття Китаю:
| - Азійська рахівниця - Доменна піч (сталь) - Друкарство - Бронза - Штангенінструмент - Годинник - Компас - Арбалет - Сухий док - Віяло - Феєрверк і ракета - Рибальський гачок - Порох | - Планер - Граната - Повітряна куля - Повітряний змій - Лак - Сірники - Папір - Паперові гроші - Парашут - Нафтове колесо - Пістоновий насос - Порцеляна - Пропелер | - Рельєфна карта - Гвинт - Просіювач - Сейсмограф - Шовк - Стремено - Висячий міст - Туалетний папір - Зубна щітка - Парасоля - Шпалери - Тачка - Віскі (як медичний препарат) |

Інші галузі знань:

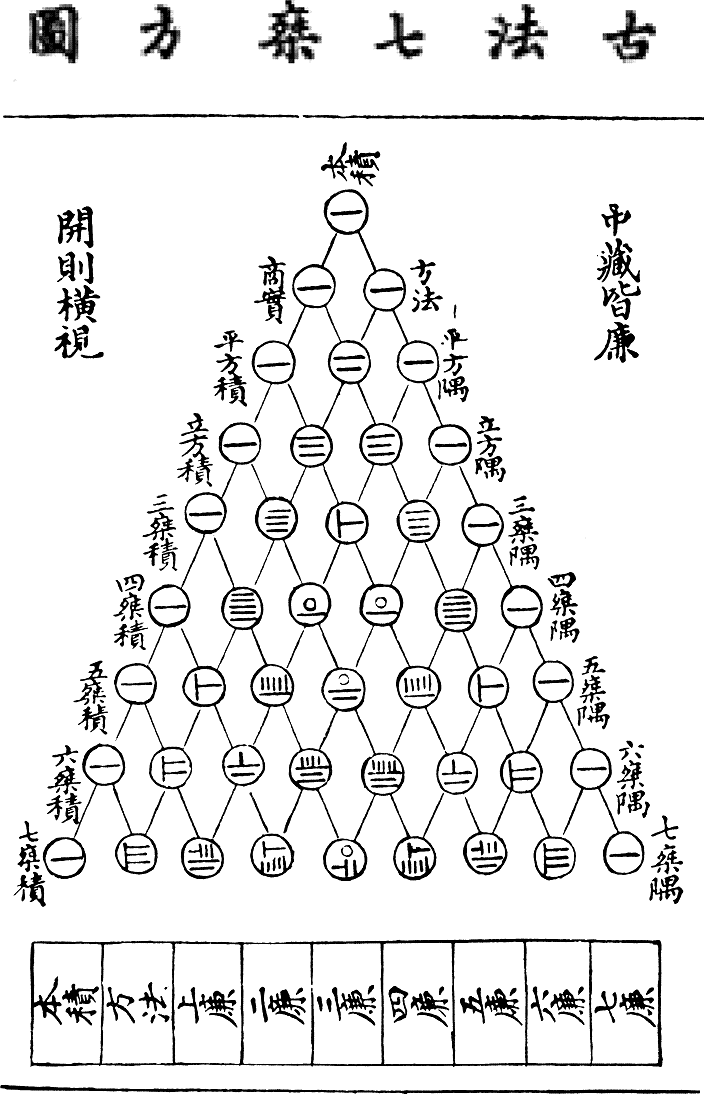
Трикутник Паскаля вперше намальовали китайці.

- Математика використовувалася у архітектурі і географії. Число пі було підраховано з точністю до сьомого числа після коми математиком Цзу Чунчжи у 463 році. Десяткова система числення використовувалася у Китаї з XIV століття до н. е. Математики Чу Шичен, Ян Хуі, Цзу Сіцзє та Лю Жусєн відкрили «трикутник Паскаля» за 500 років до того як його намалював сам Паскаль.
- Біологія набула особливого розвитку у прикладних науках — фармацевтиці і гербології.
- Китайська медицина і хірургія не поступалися західним. Її відомі представники Хуанфу Мі, Чуньюй І, Лі Гао, Хуа То, Сунь Си-мяо, Сюй Веньбо, Ян Шаншань.
- Інноваціями у військовій сфері були арбалети, розробка прицілів, арбалети залпового вогню, требушети, отруйні гази на основі гірчиці, рельєфні карти, пілотовані повітряні змії, вогневі шашки і ракети, порох, гранати та ранні бронзові гармати.

## Економіка
Китай, чия економіка ще в середині 20 століття трималася головно на доморобному виробництві, на сьогодні є економічно розвиненою країною, головна частина галузей економіки якого працює на експорт. Основними центрами економічного зростання є дві найбільші економічні зони Китаю Дельта Перлинної річки та Дельта річки Янцзи.
Китай є країною з низькою оплатою праці.